# Luciano Azevedo (político)
Luciano Palma de Azevedo (Passo Fundo, 24 de maio de 1969) é um advogado, jornalista e político brasileiro.
Foi prefeito de Passo Fundo, já foi filiado ao PDS, PPR, PPB, Partido Popular Socialista (PPS), Partido Socialista Brasileiro (PSB), e atualmente é filiado ao Partido Social Democrático (PSD), desde 2021. 

## Biografia
Foi vereador por três mandatos em Passo Fundo, 1993-1996, 1997-2000 e 2001-2004. Presidente da Câmara Municipal em 1997/98.
Em 2006 foi eleito deputado estadual, sendo reeleito em 2010.
Em 2008, disputou a prefeitura de Passo Fundo, perdendo a eleição.
Em 2012, foi eleito prefeito de Passo Fundo. Sendoreeleito em 2016, com 76,22% do total de eleitores do município.
Deixou a Prefeitura de Passo Fundo em 2020, elegendo seu sucessor, Pedro Almeida, que anteriormente foi seu secretário de Cultura, e mais tarde, de Gestão.
Em 2021, deixou o PSB junto com Pedro Almeida, por se oporem ao alinhamento do partido com a esquerda nacionalmente, além de criticar as filiações de Marcelo Freixo (RJ) e Flávio Dino (MA) ao partido por serem "lideranças marcadamente do campo da esquerda". Posteriormente, ambos se filiaram ao PSD.
Disputou as eleições de 2022, ficando como primeiro suplente do PSD, assumindo o mandato com a nomeção de Danrlei de Deus, como Secretário de Esportes do Governo Eduardo Leite (PSDB).

## Polêmicas

### Aumento do Próprio Salário
Em 2010, foi eleito dos Deputados Estaduais do Rio Grande do Sul que votou a favor do aumento de 73% nos próprios salários em dezembro, tal voto gerou uma música crítica chamada "Gangue da Matriz" composta e interpretada pelo músico Tonho Crocco, que fala em sua letra os nomes dos 36 deputados (inclusive o de Luciano Azevedo) que foram favoráveis a esse autoconcedimento salarial.